# Natascha van Grinsven-Admiraal
Natascha van Grinsven-Admiraal is een Nederlands sportbestuurder. Sinds medio 2023 is zij algemeen directeur van ADO Den Haag.

## Carrière

### Voetbalbestuurder
Van Grinsven-Admiraal was reeds werkzaam geweest in de voetballerij toen zij medio 2023 samen met Joris Mathijsen de nieuwe directie ging vormen van ADO Den Haag, waarbij zij de functie van algemeen directeur zou invullen en Mathijsen die van technisch directeur. Voor haar overgang naar Den Haag was ze werkzaam op de commerciële afdeling van Eerste divisie-club Telstar.